# Kristijan X.
Kristijan X.  (Charlottenlund, 26. rujna 1870. – Kopenhagen, 20. travnja 1947.), danski kralj od 1912. do 1947. godine i islandski kralj od 1918. do 1944. godine iz dinastije Schleswig-Holstein-Sonderburg-Glücksburg, ogranka dinastije Oldenburga. Simbol je nacionalnog otpor Danaca protiv nacističke okupacije tijekom Drugog svjetskog rata.

## Životopis
Održavao je neutralnost Danske u Prvom svjetskom ratu (1914. – 1918.) usko se povezavši sa Švedskom i Norveškom. Godine 1915. prihvatio je demokratski ustav kojim su ukinute povlastice plemstva, a žene su dobile pravo glasa. Tijekom njegove vladavine Antili su prodani SAD-u (1916.), dok je Island 1918. godine postao nezavisna kraljevina u personalnoj uniji s Danskom, a poslije Prvog svjetskog rata je pokrajina sjeverni Schleswig priključena Danskoj na temelju versajskog mirovnog ugovora iz 1919. godine.
Veliku je popularnost stekao za vrijeme Drugog svjetskog rata (1939. – 1945.) svojim otporom njemačkom okupatoru kada je odbio napustiti zemlju tijekom cijelog rata, zbog čega je dio rata proveo u kućnom pritvoru (1943. – 1945.) čime je postao simbola otpora. Nije prihvatio diskriminirajuće zakone protiv Židova, koje su Danci spašavali od nacističkih progona prebacujući ih ilegalno u Švedsku.
Nasljedio ga je sin Fridrik IX.